# Championnat de Hong Kong de football 1983-1984
Navigation
Saison précédente Saison suivante
La saison 1983-1984 du Championnat de Hong Kong de football est la trente-neuvième édition de la première division à Hong Kong, la First Division League. Elle regroupe, sous forme d'une poule unique, les neuf meilleures équipes du pays qui se rencontrent deux fois, à domicile et à l'extérieur. En fin de saison, les deux derniers du classement sont relégués et remplacés par les deux meilleurs clubs de Second Division League, la deuxième division hongkongaise.
C'est le club de Seiko SA, quintuple tenant du titre, qui remporte à nouveau le championnat cette saison après avoir terminé en tête du classement final, grâce à une meilleure différence de buts que Bulova FC et cinq points d'avance sur Happy Valley AA. C'est le huitième titre de champion de Hong Kong de l'histoire du club.
À l'issue de la saison, le vice-champion, Bulova FC ainsi que le club promu de D2, Zindabad FC, se retirent du championnat, en raison de l'obligation pour les clubs de n'avoir que 3 joueurs étrangers par équipe. Ces forfaits évitent la relégation des Hong Kong Rangers et de Sea Bee FC.

## Clubs participants
- Seiko SA
- Bulova FC
- Hong Kong Rangers
- South China AA
- Eastern AA
- Happy Valley AA
- Tung Sing FC
- Zindabad FC - Promu de D2
- Sea Bee FC

## Compétition
Le barème de points servant à établir les classements se décompose ainsi :
- Victoire : 2 points
- Match nul : 1 point
- Défaite : 0 point

### Classement
| Rang | Équipe            | Pts | J  | G  | N | P  | Bp | Bc | Diff |
| ---- | ----------------- | --- | -- | -- | - | -- | -- | -- | ---- |
| 1    | Seiko SAT         | 25  | 16 | 10 | 5 | 1  | 40 | 19 | +21  |
| 2    | Bulova FC         | 25  | 16 | 11 | 3 | 2  | 25 | 10 | +15  |
| 3    | Happy Valley AA   | 20  | 16 | 8  | 4 | 4  | 23 | 12 | +11  |
| 4    | South China AA    | 17  | 16 | 6  | 5 | 5  | 20 | 22 | -2   |
| 5    | Eastern AAC       | 16  | 16 | 4  | 8 | 4  | 23 | 17 | +6   |
| 6    | Tung Sing FC      | 13  | 16 | 4  | 5 | 7  | 14 | 21 | -7   |
| 7    | Zindabad FCP      | 11  | 16 | 4  | 3 | 9  | 19 | 20 | -1   |
| 8    | Hong Kong Rangers | 11  | 16 | 3  | 5 | 8  | 12 | 30 | -18  |
| 9    | Sea Bee FC        | 6   | 16 | 1  | 4 | 11 | 9  | 34 | -25  |

|  | Champion de Hong Kong 1984                                                 |
|  | Retrait du championnat en fin de saison                                    |
|  | T : Tenant du titre C : Vainqueur de la Coupe de Hong Kong P : Promu de D2 |

## Bilan de la saison
| Championnat de Hong Kong de football 1983-1984 |                     |
| Champion                                       | Seiko SA (8e titre) |
| Coupes et trophées                             |                     |
| Vainqueur de la Coupe de Hong Kong 1983-1984   | Eastern AA          |
| Promotions et relégations                      |                     |
| Promus en First Division League                | Harps FC            |
| Promus en First Division League                | Tsuen Wan FC        |
| Relégués en Second Division League             | Bulova FC           |
| Relégués en Second Division League             | Zindabad FC         |